# Giuseppe Modesti
Giuseppe Modesti (Cremona, 1915 – 1998) è stato un basso italiano.

## Biografia
Essenzialmente basso cantabile, debuttò alla Scala nel 1940 come Schelkalov in Boris Godunov, ma dopo due anni, a causa della chiamata alle armi, dovette interrompere  la carriera, che riprese nel 1945.
Per i successivi venticinque anni apparve regolarmente alla Scala, dove nel 1951 fu nel cast della prima ripresa moderna di Oberto, Conte di San Bonifacio, nel 53 in quello di Medea, nel 54 "creò" il ruolo di Abner in David di Darius Milhaud e nel 1955 partecipò alla storica rappresentazione  de La sonnambula con Maria Callas e la direzione di Leonard Bernstein. Fu presente inoltre  nei teatri europei e del Sud e Nordamerica.
Svolse attività discografica e può essere ascoltato in numerose registrazioni dal vivo.

## Discografia

### Incisioni in studio
- La forza del destino, con Adriana Guerrini, Giuseppe Campora, Anselmo Colzani dir. Armando La Rosa Parodi - Urania 1952
- Aida (Ramfis), con Maria Callas, Richard Tucker, Fedora Barbieri, Tito Gobbi, Nicola Zaccaria, dir.  Tullio Serafin - EMI 1955
- Medea, con Maria Callas, Mirto Picchi, Miriam Pirazzini, Renata Scotto, dir. Tullio Serafin - Ricordi/EMI 1957
- La bohème, con Antonietta Stella, Gianni Poggi, Renato Capecchi, Anna Maria  Rizzoli, dir. Francesco Molinari-Pradelli - Philips 1957
- La bohème, con Renata Scotto, Gianni Poggi, Tito Gobbi, Jolanda Meneguzzer, dir. Antonino Votto - Deutsche Grammophon 1961

### Registrazioni dal vivo
- Parsifal (in ital.), con Maria Callas, Boris Christoff, Rolando Panerai, Lina Pagliughi, dir. Vittorio Gui - RAI-Roma 1950 ed. Melodram/Arkadia
- Medea, con Maria Callas, Gino Penno,  Fedora Barbieri, Maria Luisa Nache,  dir. Leonard Bernstein - La Scala 1953 ed. Melodram/GOP/EMI
- Linda di Chamounix, con Margherita Carosio, Gianni Raimondi, Carlo Badioli, dir. Alfredo Simonetto - Milano-RAI 1953 ed.  Myto/Bongiovanni/Walhall
- Il trovatore, con Gino Penno, Maria Callas, Carlo  Tagliabue, Ebe Stignani, dir. Antonino Votto - La Scala 1953 ed. Myto
- Messa di requiem, con Nicolai Gedda, Oralia Domínguez, Antonietta Stella, dir. Herbert von Karajan - Vienna 1954 ed. Orfeo
- Lucia di Lammermoor, con Maria Callas, Giuseppe Di Stefano, Rolando Panerai, dir. Herbert von Karajan - La Scala 1954 ed. Melodram/ISIS
- La sonnambula, con Maria Callas, Cesare Valletti, dir. Leonard Bernstein - La Scala 1955 Myto/EMI
- Norma, con Maria Callas, Mario Del Monaco, Ebe Stignani, dir. Tullio Serafin- RAI-Roma 1955 - Cetra/Myto/Opera D'Oro
- Edipo Re, con Tommaso Frascati, Magda László, Scipio Colombo,  Alfredo Nobile, dir. Igor' Fëdorovič Stravinskij - Roma-Rai 1955 - Rai Trade
- La forza del destino, con Renata Tebaldi, Giuseppe Di Stefano, Aldo Protti, dir. Antonino Votto - La Scala 1955 ed. Bongiovanni
- La Gioconda, con Anita Cerquetti, Gianni Poggi, Ettore Bastianini, Ebe Stignani, dir. Emidio Tieri - Firenze 1956 ed. Myto
- Lucia di Lammermoor, con Maria Callas, Eugenio Fernandi, Rolando Panerai, dir. Tullio Serafin - Rai-Roma 1957 ed. Melodram/GOP/Myto
- Turandot, con Birgit Nilsson, Giuseppe Di Stefano, Rosanna Carteri, dir. Antonino Votto - La Scala 1958 ed Cetra/Opera D'Oro
- Aida, con Gabriella Tucci, Gastone Limarilli, Adriana Lazzarini, Giangiacomo Guelfi, dir. Arturo Basile - RAI-Roma 1960 - Walhall
- I puritani, con Joan Sutherland, Nicola Filacuridi, Ernest Blanc, dir. Vittorio Gui - Glyndebourne 1960 - Lyric Distribution/SRO